# Bodega Antigua Casa de Guardia

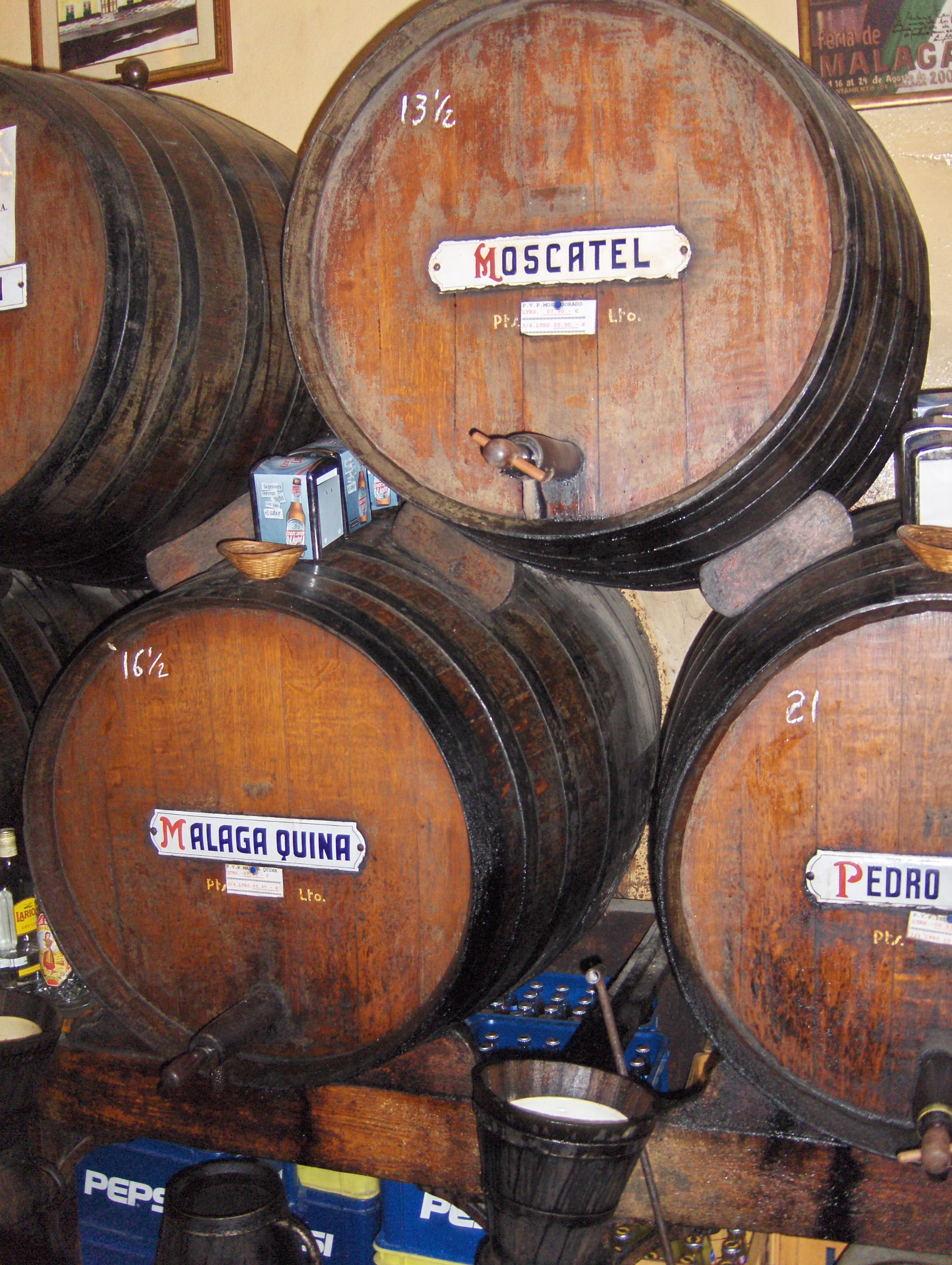
Barriles de vino Málaga en la taberna Antigua Casa de Guardia.

La Bodega Antigua Casa de Guardia es una empresa vinícola que produce vinos bajo la Denominación de Origen Málaga. Fundada en 1840, es la bodega más antigua de la provincia de Málaga adscrita a esta denominación de origen.
La bodega está situada en la zona de Olías, al este del término municipal de Málaga, en el entorno de los Montes de Málaga, y cuenta con dos viñedos en los pagos de La Letría y El Romerillo. Produce vinos con las variedades Pedro Ximénezy Moscatel de Alejandría, del tipo Pajarete trasañejo, dulce trasañejo, Cream, seco añejo y Noble, entre otros. 
También tiene presencia en la ciudad con la Taberna Antigua Casa de Guardia, sita en la Alameda Principal, fundada el mismo año que la bodega y famosa porque aún se hace la cuenta con tiza sobre la barra. 